# پیانتنی‌یتسا
پیانتنی‌یتسا (به لهستانی:  Piątnica) یک روستا در لهستان است که در گمینا پیانتنگتسا واقع شده‌است. پیانتنگتسا ۱٬۸۰۰ نفر جمعیت دارد.